# Billinghay
Billinghay è un villaggio e parrocchia civile dell'Inghilterra, appartenente alla contea del Lincolnshire.